# Gleb Fiłarietow
Gleb Wasiliewicz Fiłarietow (ros. Глеб Васильевич Филаретов, ur. 1901 w Irbicie, w guberni permskiej, zm. 1979 w Moskwie) – szef Głównego Zarządu Poprawczych Obozów Pracy i Osiedli Pracy NKWD ZSRR (Gułag) w okresie od 16 listopada 1938 do 26 lutego 1939 roku.

## Życiorys
Z pochodzenia Rosjanin, urodzony w guberni permskiej w rodzinie robotniczej.
W roku 1917 w wieku 16 lat wstąpił do Armii Czerwonej, brał udział w wojnie domowej w Rosji na froncie wschodnim oraz przeciwko Polsce w wojnie polsko-bolszewickiej.
W 1922 roku wstąpił do partii komunistycznej. Pracował jako maszynista kolejowy. Karierę w strukturach komunistycznych zaczął w 1925 roku zostając sekretarzem komitetu partii bolszewickiej w fabryce w mieście Karabasz, w obwodzie czelabińskim. Od 1927 roku zastępca dyrektora fabryki w mieście Niewiansk, w obwodzie swierdłowskim, następnie na wyższych stanowiskach w innych fabrykach, w tym fabrykach wytwarzających uzbrojenie dla armii sowieckiej. Od 1938 roku zastępca ludowego komisarza spraw wewnętrznych ZSRR.
W okresie od 16 listopada 1938 roku do 26 lutego 1939 pełnił funkcję szefa Głównego Zarządu Poprawczych Obozów Pracy i Osiedli Pracy NKWD ZSRR (Gułag). W okresie od 1939 do 1942 roku był dyrektorem Moskiewskiego Instytutu Budowy Maszyn w systemie Ludowego Komisariatu Przemysłu Obronnego ZSRR.
W 1943 roku pozbawiony członkostwa w partii komunistycznej.
Zmarł w Moskwie w 1979 roku. Jego grób znajduje się na moskiewskim cmentarzu Nowodziewiczym (kwatera 2-35-20).